# 동아시아학
동아시아학(East Asian studies)은 동아시아의 과거와 현재에 대한 폭넓은 인문학적 이해를 증진하는 독특한 다학제적 학문 연구 및 교육 분야이다. 이 분야에는 동아시아 지역의 문화, 문자, 역사, 정치 제도에 대한 연구가 포함된다. 동아시아학은 아시아학이라는 더 넓은 영역 안에 위치하며, 사회과학(인류학, 경제학, 사회학, 정치학 등)과 인문학(문학, 역사, 미술, 영화, 음악 등)의 요소들을 포괄하는 학제적 성격을 지닌다. 동아시아학은 다양한 분야의 학자들이 동아시아의 경험과 세계 속 동아시아의 경험에 대한 학문적 아이디어를 교환하도록 장려한다. 또한, 학자들이 다른 학자들에게 동아시아의 모든 것에 대한 더 깊은 이해, 감사, 존중을 가르치고, 이를 통해 전 세계적으로 평화로운 인류 통합을 증진하도록 장려한다.
북미와 서구 세계 전역의 대학에서 동아시아 인문학 연구는 전통적으로 EALC(동아시아 언어 및 문명 또는 문화) 학과에서 이루어지며, 중국어, 일본어, 그리고 경우에 따라 한국어 및 문학 전공을 운영한다. 반면, 동아시아학 프로그램은 일반적으로 다양한 학과와 단과대학의 문학 학자, 역사학자, 인류학자, 사회학자, 정치학자 등을 한자리에 모아 공통 관심사를 가진 교육 프로그램, 학술 대회, 강연 시리즈를 추진하는 학제간 센터이다. 또한 동아시아학 센터는 동아시아학 분야의 학제간 학부 및 석사 학위 프로그램을 운영하는 경우가 많다.

## 종류
- 일본학
- 중국학
- 한국학

## 동아시아학과가 개설된 대학교
- 한국해양대학교
- 서강대학교
- 고려대학교
- 서울대학교
- 연세대학교
- 성균관대학교